# Vechtstromen
Waterschap Vechtstromen is een waterschap in de Nederlandse provincies Drenthe en Overijssel. Een klein deel ligt in Gelderland dit bevat een stuk grondgebied bij Rietmolen. Het waterschap bestaat sinds 1 januari 2014 en ontstond uit een fusie tussen de waterschappen Velt en Vecht en Regge en Dinkel.
Het waterschap is vernoemd naar de Overijsselse Vecht, de grootse rivier in het beheergebied. De Regge en Dinkel monden beide uit in de Vecht. De drie rivieren vormen één samenhangend systeem.
Het werkgebied omvat ongeveer 225.000 hectare en heeft ongeveer 800.000 inwoners. Het waterschap beschikt over 23 installaties om het rioolwater te behandelen. 
WMD Water en het waterschap waren sinds 2004 partner in Nieuwater BV en beide hadden 50% van de aandelen in handen. De fabriek in Nieuw-Amsterdam is in 2010 gerealiseerd en hier wordt gezuiverd rioolwater uit de naastgelegen rioolwaterzuivering ultrapuur water gemaakt voor de Nederlandse Aardolie Maatschappij. De NAM gebruikt dit schone water, zonder mineralen en kalk, in bij de oliewinning in Schoonebeek om de stroperige aardolie vloeibaar te maken. In 2021 verkocht WMD het belang in Nieuwater aan partner Vechtstromen.

## Bestuur
De eerste watergraaf van Vechtstromen is Stefan Kuks. Het algemeen bestuur bestaat uit 27 leden.
De eerste verkiezingen voor de 20 zetels in het algemeen bestuur namens de ingelanden vonden plaats tussen 13 en 26 november 2013. De eerste bestuursverkiezingen hadden plaats op 28 november 2013. Ruim 135.000 mensen brachten hun stem uit, ruim 21% van de stemgerechtigden. Het CDA en Water Natuurlijk kregen beide vijf zetels, de Algemene Waterschapspartij drie, de ChristenUnie, de Ouderenpartij en de VVD twee. De SGP behield één zetel. De overige zeven zetels zijn wettelijk gereserveerd - geborgde zetels - voor de categorieën bedrijfsleven (drie zetels, aangewezen door de Kamer van Koophandel), landbouw (drie zetels, aangewezen door LTO Noord en natuurterreinbeheerders (één zetel, aangewezen door het Bosschap).
Op 20 maart 2019 lag met 52% het opkomstpercentage hoger en Water Natuurlijk kreeg zes zetels, één meer dan 2013. Het CDA behield 5 zetels, net als de AWP die drie zetels hield. De VVD steeg van twee naar drie zetels, de ChristenUnie zakte van drie naar één en de SGP verloor haar ene zetel. De Ouderenpartij ging van twee naar één zetel. Een tweede ouderenpartij deed haar entree: 50PLUS kreeg één zetel. Beide ouderenpartijen werken nauw samen.